# Liga Colombiana de Baloncesto 2023-I
La Liga Profesional de Baloncesto 2023-I (conocida como Liga WPlay de Baloncesto 2023-I por motivos de patrocinio) es el segundo torneo de la temporada 2023 de la Liga Profesional de Baloncesto de Colombia, máxima categoría de este deporte en el país, la cual inició el 28 de abril y terminará el 5 de julio. Es organizado por la División Profesional de Baloncesto (DPB), entidad dependiente de la Federación Colombiana de Baloncesto.

## Sistema de juego
- Fase de grupos: Los 10 equipos se dividen en 2 grupos de 5 equipos, juegan todos contra todos a 2 partidos de ida y otros 2 de vuelta. Los 4 mejores de cada grupo clasifican a cuartos de final.
- Cuartos de final: Las llaves se organizan de la siguiente manera: 1A vs 4B, 1B vs 4A, 2A vs 3B y 2B vs 3A, los semifinalistas se definen al ganador de 2 de 3 juegos.
- Semifinales: Las llaves serán: Ganador de 1A vs 4B vs Ganador de 2B vs 3A y Ganador de 1B vs 4A vs 2A vs 3B, los finalistas se definirán al mejor de 2 de 3 juegos.
- Final: A diferencia de las fases anteriores, el campeón se definirá al mejor de 3 de 5 partidos.

## Novedades
Para esta temporada regresan 2 equipos: Cafeteros de Armenia y Motilones del Norte. En cambio, se ausentan Cóndores de Cundinamarca y Tigrillos de Medellín.

## Datos de los clubes
| Equipo                       | Ciudad            | Departamento             | Pabellón                              |
| ---------------------------- | ----------------- | ------------------------ | ------------------------------------- |
| Búcaros de Bucaramanga       | Bucaramanga       | Santander                | Coliseo Bicentenario Alejandro Galvis |
| Cafeteros de Armenia         | Armenia           | Quindío                  | Coliseo Rubén Darío Quintero          |
| Caribbean Storm Islands      | San Andrés        | San Andrés y Providencia | Coliseo Ginny Bay                     |
| Cimarrones del Chocó         | Quibdó            | Chocó                    | Coliseo La Caldera                    |
| Corsarios de Cartagena       | Cartagena         | Bolívar                  | Coliseo Rocky Valdez                  |
| Motilones del Norte          | Cúcuta            | Norte de Santander       | Coliseo Toto Hernández                |
| Piratas de Bogotá            | Bogotá            | Bogotá, D. C.            | Coliseo El Salitre                    |
| Sabios-Azucareros de Palmira | Manizales/Palmira | Caldas/ Valle del Cauca  | Coliseo Ramón Elías López             |
| Team Cali                    | Cali              | Valle del Cauca          | Coliseo Evangelista Mora              |
| Titanes de Barranquilla      | Barranquilla      | Atlántico                | Coliseo Elías Chegwin                 |

## Fase de grupos
|  | Clasificado a Cuartos de Final. |
|  | Eliminado.                      |

### Grupo A
| Pos | Equipos                 | PTS | PG | PP | PJ | PTFA | PTCO | DIF  |
| --- | ----------------------- | --- | -- | -- | -- | ---- | ---- | ---- |
| 1.  | Titanes de Barranquilla | 29  | 13 | 3  | 16 | 1336 | 1089 | 247  |
| 2.  | Piratas de Bogotá       | 27  | 11 | 5  | 16 | 1273 | 1144 | 129  |
| 3.  | Búcaros de Bucaramanga  | 26  | 10 | 6  | 16 | 1214 | 1111 | 103  |
| 4.  | Motilones del Norte     | 22  | 6  | 10 | 16 | 1197 | 1180 | 17   |
| 5.  | Corsarios de Cartagena  | 16  | 0  | 16 | 16 | 848  | 1344 | -496 |

#### Resultados

##### Primera ronda
| Jornada 1           | Jornada 1 | Jornada 1 | Jornada 1             | Jornada 1   | Jornada 1 | Jornada 1          |
| Local               | Resultado | Visitante | Coliseo               | Fecha       | Hora      | Transmisión        |
| ------------------- | --------- | --------- | --------------------- | ----------- | --------- | ------------------ |
| Titanes             | 90 : 43   | Corsarios | Coliseo Elías Chegwin | 28 de abril | 20:00     | Win Sports, DPB TV |
| Búcaros             | 72 : 71   | Piratas   | Coliseo Bicentenario  | 29 de abril | 18:00     | Win Sports, DPB TV |
| Titanes             | 85 : 67   | Corsarios | Coliseo Elías Chegwin | 29 de abril | 20:35     | Win Sports, DPB TV |
| Búcaros             | 80 : 84   | Piratas   | Coliseo Bicentenario  | 30 de abril | 18:00     | DPB TV             |
| Descansa: Motilones |           |           |                       |             |           |                    |

| Jornada 2           | Jornada 2 | Jornada 2 | Jornada 2              | Jornada 2 | Jornada 2 | Jornada 2          |
| Local               | Resultado | Visitante | Coliseo                | Fecha     | Hora      | Transmisión        |
| ------------------- | --------- | --------- | ---------------------- | --------- | --------- | ------------------ |
| Titanes             | 80 : 75   | Búcaros   | Coliseo Elías Chegwin  | 3 de mayo | 18:30     | DPB TV             |
| Motilones           | 76 : 85   | Piratas   | Coliseo Toto Hernández | 3 de mayo | 20:30     | Win Sports, DPB TV |
| Motilones           | 60 : 79   | Piratas   | Coliseo Toto Hernández | 4 de mayo | 18:30     | DPB TV             |
| Titanes             | 73 : 77   | Búcaros   | Coliseo Elías Chegwin  | 4 de mayo | 20:30     | DPB TV             |
| Descansa: Corsarios |           |           |                        |           |           |                    |

| Jornada 3         | Jornada 3 | Jornada 3 | Jornada 3              | Jornada 3 | Jornada 3 | Jornada 3          |
| Local             | Resultado | Visitante | Coliseo                | Fecha     | Hora      | Transmisión        |
| ----------------- | --------- | --------- | ---------------------- | --------- | --------- | ------------------ |
| Corsarios         | 45 : 90   | Búcaros   | Coliseo Rocky Valdez   | 7 de mayo | 18:30     | DPB TV             |
| Motilones         | 66 : 90   | Titanes   | Coliseo Toto Hernández | 7 de mayo | 20:30     | DPB TV             |
| Corsarios         | 47 : 108  | Búcaros   | Coliseo Rocky Valdez   | 8 de mayo | 18:30     | DPB TV             |
| Motilones         | 64 : 80   | Titanes   | Coliseo Toto Hernández | 8 de mayo | 20:30     | Win Sports, DPB TV |
| Descansa: Piratas |           |           |                        |           |           |                    |

| Jornada 4         | Jornada 4 | Jornada 4 | Jornada 4            | Jornada 4  | Jornada 4 | Jornada 4   |
| Local             | Resultado | Visitante | Coliseo              | Fecha      | Hora      | Transmisión |
| ----------------- | --------- | --------- | -------------------- | ---------- | --------- | ----------- |
| Piratas           | 89 : 82   | Titanes   | Coliseo El Salitre   | 11 de mayo | 19:00     | DPB TV      |
| Corsarios         | 43 : 62   | Motilones | Coliseo Rocky Valdez | 11 de mayo | 21:00     | DPB TV      |
| Corsarios         | 45 : 86   | Motilones | Coliseo Rocky Valdez | 12 de mayo | 18:30     | DPB TV      |
| Piratas           | 56 : 96   | Titanes   | Coliseo El Salitre   | 12 de mayo | 20:30     | DPB TV      |
| Descansa: Búcaros |           |           |                      |            |           |             |

| Jornada 5         | Jornada 5 | Jornada 5 | Jornada 5            | Jornada 5  | Jornada 5 | Jornada 5          |
| Local             | Resultado | Visitante | Coliseo              | Fecha      | Hora      | Transmisión        |
| ----------------- | --------- | --------- | -------------------- | ---------- | --------- | ------------------ |
| Piratas           | 99 : 62   | Corsarios | Coliseo El Salitre   | 15 de mayo | 18:30     | DPB TV             |
| Búcaros           | 77 : 73   | Motilones | Coliseo Bicentenario | 15 de mayo | 20:30     | Win Sports, DPB TV |
| Piratas           | 95 : 66   | Corsarios | Coliseo El Salitre   | 16 de mayo | 18:30     | DPB TV             |
| Búcaros           | 83 : 75   | Motilones | Coliseo Bicentenario | 16 de mayo | 20:30     | Win Sports, DPB TV |
| Descansa: Titanes |           |           |                      |            |           |                    |

##### Segunda ronda
| Jornada 6           | Jornada 6 | Jornada 6 | Jornada 6            | Jornada 6  | Jornada 6 | Jornada 6          |
| Local               | Resultado | Visitante | Coliseo              | Fecha      | Hora      | Transmisión        |
| ------------------- | --------- | --------- | -------------------- | ---------- | --------- | ------------------ |
| Piratas             | 82 : 71   | Búcaros   | Coliseo El Salitre   | 20 de mayo | 17:35     | Win Sports, DPB TV |
| Corsarios           | 55 : 91   | Titanes   | Coliseo Rocky Valdez | 20 de mayo | 20:05     | DPB TV             |
| Piratas             | 62 : 63   | Búcaros   | Coliseo El Salitre   | 21 de mayo | 15:20     | Win Sports, DPB TV |
| Corsarios           | 50 : 74   | Titanes   | Coliseo Rocky Valdez | 21 de mayo | 19:50     | Win Sports, DPB TV |
| Descansa: Motilones |           |           |                      |            |           |                    |

| Jornada 7           | Jornada 7 | Jornada 7 | Jornada 7            | Jornada 7  | Jornada 7 | Jornada 7          |
| Local               | Resultado | Visitante | Coliseo              | Fecha      | Hora      | Transmisión        |
| ------------------- | --------- | --------- | -------------------- | ---------- | --------- | ------------------ |
| Piratas             | 92 : 63   | Motilones | Coliseo El Salitre   | 24 de mayo | 19:00     | DPB TV             |
| Búcaros             | 76 : 80   | Titanes   | Coliseo Bicentenario | 24 de mayo | 21:00     | Win Sports, DPB TV |
| Búcaros             | 80 : 74   | Titanes   | Coliseo Bicentenario | 25 de mayo | 18:30     | DPB TV             |
| Piratas             | 98 : 88   | Motilones | Coliseo El Salitre   | 25 de mayo | 20:30     | DPB TV             |
| Descansa: Corsarios |           |           |                      |            |           |                    |

| Jornada 8         | Jornada 8 | Jornada 8 | Jornada 8             | Jornada 8  | Jornada 8 | Jornada 8          |
| Local             | Resultado | Visitante | Coliseo               | Fecha      | Hora      | Transmisión        |
| ----------------- | --------- | --------- | --------------------- | ---------- | --------- | ------------------ |
| Búcaros           | 78 : 45   | Corsarios | Coliseo Bicentenario  | 28 de mayo | 16:00     | Win Sports, DPB TV |
| Titanes           | 83 : 74   | Motilones | Coliseo Elías Chegwin | 28 de mayo | 18:30     | DPB TV             |
| Búcaros           | 69 : 63   | Corsarios | Coliseo Bicentenario  | 29 de mayo | 18:30     | DPB TV             |
| Titanes           | 89 : 79   | Motilones | Coliseo Elías Chegwin | 29 de mayo | 20:30     | Win Sports, DPB TV |
| Descansa: Piratas |           |           |                       |            |           |                    |

| Jornada 9         | Jornada 9 | Jornada 9 | Jornada 9              | Jornada 9  | Jornada 9 | Jornada 9          |
| Local             | Resultado | Visitante | Coliseo                | Fecha      | Hora      | Transmisión        |
| ----------------- | --------- | --------- | ---------------------- | ---------- | --------- | ------------------ |
| Titanes           | 88 : 67   | Piratas   | Coliseo Elías Chegwin  | 1 de junio | 18:30     | DPB TV             |
| Motilones         | 90 : 52   | Corsarios | Coliseo Toto Hernández | 1 de junio | 20:35     | Win Sports, DPB TV |
| Motilones         | 84 : 69   | Corsarios | Coliseo Toto Hernández | 2 de junio | 18:00     | DPB TV             |
| Titanes           | 81 : 71   | Piratas   | Coliseo Elías Chegwin  | 2 de junio | 20:00     | Win Sports, DPB TV |
| Descansa: Búcaros |           |           |                        |            |           |                    |

| Jornada 10        | Jornada 10 | Jornada 10 | Jornada 10             | Jornada 10 | Jornada 10 | Jornada 10         |
| Local             | Resultado  | Visitante  | Coliseo                | Fecha      | Hora       | Transmisión        |
| ----------------- | ---------- | ---------- | ---------------------- | ---------- | ---------- | ------------------ |
| Corsarios         | 43 : 67    | Piratas    | Coliseo Rocky Valdez   | 5 de junio | 18:30      | DPB TV             |
| Motilones         | 79 : 61    | Búcaros    | Coliseo Toto Hernández | 5 de junio | 20:30      | Win Sports, DPB TV |
| Corsarios         | 53 : 76    | Piratas    | Coliseo Rocky Valdez   | 6 de junio | 18:00      | DPB TV             |
| Motilones         | 78 : 54    | Búcaros    | Coliseo Toto Hernández | 6 de junio | 20:00      | DPB TV             |
| Descansa: Titanes |            |            |                        |            |            |                    |

### Grupo B
| Pos | Equipos                                   | PTS | PG | PP | PJ | PTFA | PTCO | DIF  |
| --- | ----------------------------------------- | --- | -- | -- | -- | ---- | ---- | ---- |
| 1.  | Cafeteros de Armenia                      | 29  | 13 | 3  | 16 | 1324 | 1084 | 240  |
| 2.  | Caribbean Storm Islands                   | 29  | 13 | 3  | 16 | 1178 | 1037 | 141  |
| 3.  | Cimarrones del Chocó                      | 23  | 7  | 9  | 16 | 1076 | 1125 | -49  |
| 4.  | Team Cali                                 | 22  | 6  | 10 | 16 | 1218 | 1197 | 21   |
| 5.  | Sabios de Manizales/Azucareros de Palmira | 17  | 1  | 15 | 16 | 1049 | 1402 | -353 |

#### Resultados

##### Primera ronda
| Jornada 1           | Jornada 1 | Jornada 1         | Jornada 1                | Jornada 1   | Jornada 1 | Jornada 1          |
| Local               | Resultado | Visitante         | Coliseo                  | Fecha       | Hora      | Transmisión        |
| ------------------- | --------- | ----------------- | ------------------------ | ----------- | --------- | ------------------ |
| Team Cali           | 101 : 37  | Sabios/Azucareros | Coliseo Evangelista Mora | 29 de abril | 16:00     | Sin transmisión    |
| Team Cali           | 90 : 80   | Sabios/Azucareros | Coliseo Evangelista Mora | 1 de mayo   | 19:15     | Win Sports, DPB TV |
| Caribbean Storm     | 58 : 42   | Cimarrones        | Coliseo Ginny Bay        | 1 de mayo   | 21:15     | Win Sports, DPB TV |
| Caribbean Storm     | 60 : 51   | Cimarrones        | Coliseo Ginny Bay        | 2 de mayo   | 21:15     | DPB TV             |
| Descansa: Cafeteros |           |                   |                          |             |           |                    |

| Jornada 2                   | Jornada 2 | Jornada 2 | Jornada 2                       | Jornada 2 | Jornada 2 | Jornada 2          |
| Local                       | Resultado | Visitante | Coliseo                         | Fecha     | Hora      | Transmisión        |
| --------------------------- | --------- | --------- | ------------------------------- | --------- | --------- | ------------------ |
| Cimarrones                  | 77 : 70   | Team Cali | Coliseo Departamental del Chocó | 5 de mayo | 19:00     | DPB TV             |
| Caribbean Storm             | 79 : 56   | Cafeteros | Coliseo Ginny Bay               | 5 de mayo | 21:30     | Win Sports, DPB TV |
| Cimarrones                  | 60 : 56   | Team Cali | Coliseo Departamental del Chocó | 6 de mayo | 14:00     | Win Sports, DPB TV |
| Caribbean Storm             | 66 : 87   | Cafeteros | Coliseo Ginny Bay               | 6 de mayo | 20:45     | Win Sports, DPB TV |
| Descansa: Sabios/Azucareros |           |           |                                 |           |           |                    |

| Jornada 3                 | Jornada 3 | Jornada 3         | Jornada 3                       | Jornada 3  | Jornada 3 | Jornada 3          |
| Local                     | Resultado | Visitante         | Coliseo                         | Fecha      | Hora      | Transmisión        |
| ------------------------- | --------- | ----------------- | ------------------------------- | ---------- | --------- | ------------------ |
| Cimarrones                | 62 : 47   | Sabios/Azucareros | Coliseo Departamental del Chocó | 9 de mayo  | 18:30     | DPB TV             |
| Cafeteros                 | 79 : 65   | Team Cali         | Coliseo Rubén Darío Quintero    | 9 de mayo  | 20:30     | Win Sports, DPB TV |
| Cimarrones                | 76 : 55   | Sabios/Azucareros | Coliseo Departamental del Chocó | 10 de mayo | 18:30     | DPB TV             |
| Cafeteros                 | 73 : 57   | Team Cali         | Coliseo Rubén Darío Quintero    | 10 de mayo | 20:30     | Win Sports, DPB TV |
| Descansa: Caribbean Storm |           |                   |                                 |            |           |                    |

| Jornada 4            | Jornada 4 | Jornada 4         | Jornada 4                    | Jornada 4  | Jornada 4 | Jornada 4          |
| Local                | Resultado | Visitante         | Coliseo                      | Fecha      | Hora      | Transmisión        |
| -------------------- | --------- | ----------------- | ---------------------------- | ---------- | --------- | ------------------ |
| Cafeteros            | 90 : 59   | Sabios/Azucareros | Coliseo Rubén Darío Quintero | 13 de mayo | 18:15     | Win Sports, DPB TV |
| Team Cali            | 77 : 78   | Caribbean Storm   | Coliseo Evangelista Mora     | 13 de mayo | 20:30     | Win Sports, DPB TV |
| Cafeteros            | 101 : 54  | Sabios/Azucareros | Coliseo Rubén Darío Quintero | 14 de mayo | 14:00     | Win Sports, DPB TV |
| Team Cali            | 80 : 89   | Caribbean Storm   | Coliseo Evangelista Mora     | 14 de mayo | 16:00     | Win Sports, DPB TV |
| Descansa: Cimarrones |           |                   |                              |            |           |                    |

| Jornada 5           | Jornada 5 | Jornada 5       | Jornada 5                       | Jornada 5  | Jornada 5 | Jornada 5          |
| Local               | Resultado | Visitante       | Coliseo                         | Fecha      | Hora      | Transmisión        |
| ------------------- | --------- | --------------- | ------------------------------- | ---------- | --------- | ------------------ |
| Cimarrones          | 50 : 65   | Cafeteros       | Coliseo Departamental del Chocó | 17 de mayo | 18:30     | DPB TV             |
| Sabios/Azucareros   | 58 : 73   | Caribbean Storm | Coliseo Ramón Elías López       | 17 de mayo | 20:30     | DPB TV             |
| Cimarrones          | 63 : 55   | Cafeteros       | Coliseo Departamental del Chocó | 18 de mayo | 18:30     | DPB TV             |
| Sabios/Azucareros   | 74 : 92   | Caribbean Storm | Coliseo Ramón Elías López       | 18 de mayo | 20:30     | Win Sports, DPB TV |
| Descansa: Team Cali |           |                 |                                 |            |           |                    |

##### Segunda ronda
| Jornada 6           | Jornada 6 | Jornada 6       | Jornada 6                       | Jornada 6  | Jornada 6 | Jornada 6          |
| Local               | Resultado | Visitante       | Coliseo                         | Fecha      | Hora      | Transmisión        |
| ------------------- | --------- | --------------- | ------------------------------- | ---------- | --------- | ------------------ |
| Sabios/Azucareros   | 76 : 92   | Team Cali       | Coliseo Ramón Elías López       | 22 de mayo | 17:30     | Win Sports, DPB TV |
| Cimarrones          | 62 : 78   | Caribbean Storm | Coliseo Departamental del Chocó | 22 de mayo | 20:00     | Win Sports, DPB TV |
| Sabios/Azucareros   | 77 : 85   | Team Cali       | Coliseo Ramón Elías López       | 23 de mayo | 13:15     | Win Sports, DPB TV |
| Cimarrones          | 52 : 75   | Caribbean Storm | Coliseo Departamental del Chocó | 23 de mayo | 19:30     | Win Sports, DPB TV |
| Descansa: Cafeteros |           |                 |                                 |            |           |                    |

| Jornada 7                   | Jornada 7 | Jornada 7       | Jornada 7                    | Jornada 7  | Jornada 7 | Jornada 7          |
| Local                       | Resultado | Visitante       | Coliseo                      | Fecha      | Hora      | Transmisión        |
| --------------------------- | --------- | --------------- | ---------------------------- | ---------- | --------- | ------------------ |
| Team Cali                   | 82 : 73   | Cimarrones      | Coliseo Evangelista Mora     | 26 de mayo | 19:30     | Win Sports, DPB TV |
| Cafeteros                   | 88 : 51   | Caribbean Storm | Coliseo Rubén Darío Quintero | 26 de mayo | 21:30     | DPB TV             |
| Cafeteros                   | 90 : 81   | Caribbean Storm | Coliseo Rubén Darío Quintero | 27 de mayo | 18:00     | Sin transmisión    |
| Team Cali                   | 76 : 79   | Cimarrones      | Coliseo Evangelista Mora     | 27 de mayo | 20:20     | Win Sports, DPB TV |
| Descansa: Sabios/Azucareros |           |                 |                              |            |           |                    |

| Jornada 8                 | Jornada 8 | Jornada 8  | Jornada 8                 | Jornada 8  | Jornada 8 | Jornada 8          |
| Local                     | Resultado | Visitante  | Coliseo                   | Fecha      | Hora      | Transmisión        |
| ------------------------- | --------- | ---------- | ------------------------- | ---------- | --------- | ------------------ |
| Sabios/Azucareros         | 91 : 83   | Cimarrones | Coliseo Ramón Elías López | 30 de mayo | 14:00     | Win Sports, DPB TV |
| Team Cali                 | 76 : 84   | Cafeteros  | Coliseo Evangelista Mora  | 30 de mayo | 19:00     | DPB TV             |
| Sabios/Azucareros         | 89 : 106  | Cimarrones | Coliseo Ramón Elías López | 31 de mayo | 14:00     | Win Sports, DPB TV |
| Team Cali                 | 98 : 92   | Cafeteros  | Coliseo Evangelista Mora  | 31 de mayo | 19:00     | DPB TV             |
| Descansa: Caribbean Storm |           |            |                           |            |           |                    |

| Jornada 9            | Jornada 9 | Jornada 9 | Jornada 9                 | Jornada 9  | Jornada 9 | Jornada 9          |
| Local                | Resultado | Visitante | Coliseo                   | Fecha      | Hora      | Transmisión        |
| -------------------- | --------- | --------- | ------------------------- | ---------- | --------- | ------------------ |
| Sabios/Azucareros    | 64 : 106  | Cafeteros | Coliseo Ramón Elías López | 3 de junio | 13:30     | Win Sports, DPB TV |
| Caribbean Storm      | 74 : 59   | Team Cali | Coliseo Ginny Bay         | 3 de junio | 15:30     | Win Sports, DPB TV |
| Sabios/Azucareros    | 81 : 90   | Cafeteros | Coliseo Ramón Elías López | 4 de junio | 18:10     | Win Sports, DPB TV |
| Caribbean Storm      | 69 : 54   | Team Cali | Coliseo Ginny Bay         | 4 de junio | 20:30     | Win Sports, DPB TV |
| Descansa: Cimarrones |           |           |                           |            |           |                    |

| Jornada 10          | Jornada 10 | Jornada 10        | Jornada 10                   | Jornada 10 | Jornada 10 | Jornada 10         |
| Local               | Resultado  | Visitante         | Coliseo                      | Fecha      | Hora       | Transmisión        |
| ------------------- | ---------- | ----------------- | ---------------------------- | ---------- | ---------- | ------------------ |
| Cafeteros           | 99 : 73    | Cimarrones        | Coliseo Rubén Darío Quintero | 7 de junio | 18:00      | DPB TV             |
| Caribbean Storm     | 83 : 53    | Sabios/Azucareros | Coliseo Ginny Bay            | 7 de junio | 20:00      | Win Sports, DPB TV |
| Caribbean Storm     | 72 : 54    | Sabios/Azucareros | Coliseo Ginny Bay            | 8 de junio | 18:00      | DPB TV             |
| Cafeteros           | 69 : 67    | Cimarrones        | Coliseo Rubén Darío Quintero | 8 de junio | 20:00      | Win Sports, DPB TV |
| Descansa: Team Cali |            |                   |                              |            |            |                    |

## Fase final
|  | Cuartos de final | Cuartos de final |           |           | Semifinales | Semifinales |  |           | Final | Final |  |
|  |                  |                  |           |           |             |             |  |           |       |       |  |
|  |                  |                  |           |           |             |             |  |           |       |       |  |
|  | Titanes          | 2                |           |           |             |             |  |           |       |       |  |
|  | Titanes          | 2                |           |           |             |             |  |           |       |       |  |
|  | Team Cali        | 0                |           |           |             |             |  |           |       |       |  |
|  | Team Cali        | 0                |           | Titanes   | 0           |             |  |           |       |       |  |
|  |                  |                  |           | Titanes   | 0           |             |  |           |       |       |  |
|  |                  |                  | Caribbean | 2         |             |             |  |           |       |       |  |
|  | Caribbean        | 2                | Caribbean | 2         |             |             |  |           |       |       |  |
|  | Caribbean        | 2                |           |           |             |             |  |           |       |       |  |
|  | Búcaros          | 0                |           |           |             |             |  |           |       |       |  |
|  | Búcaros          | 0                |           |           |             |             |  | Caribbean | 3     |       |  |
|  |                  |                  |           |           |             |             |  | Caribbean | 3     |       |  |
|  |                  |                  | Cafeteros | 1         |             |             |  |           |       |       |  |
|  | Cafeteros        | 2                | Cafeteros | 1         |             |             |  |           |       |       |  |
|  | Cafeteros        | 2                |           |           |             |             |  |           |       |       |  |
|  | Motilones        | 1                |           |           |             |             |  |           |       |       |  |
|  | Motilones        | 1                |           | Cafeteros | 2           |             |  |           |       |       |  |
|  |                  |                  |           | Cafeteros | 2           |             |  |           |       |       |  |
|  |                  |                  | Piratas   | 1         |             |             |  |           |       |       |  |
|  | Piratas          | 2                | Piratas   | 1         |             |             |  |           |       |       |  |
|  | Piratas          | 2                |           |           |             |             |  |           |       |       |  |
|  | Cimarrones       | 1                |           |           |             |             |  |           |       |       |  |
|  | Cimarrones       | 1                |           |           |             |             |  |           |       |       |  |
|  |                  |                  |           |           |             |             |  |           |       |       |  |

### Cuartos de final
| Jornada 1  | Jornada 1 | Jornada 1       | Jornada 1                       | Jornada 1   | Jornada 1 | Jornada 1          |
| Local      | Resultado | Visitante       | Coliseo                         | Fecha       | Hora      | Transmisión        |
| ---------- | --------- | --------------- | ------------------------------- | ----------- | --------- | ------------------ |
| Team Cali  | 73 : 92   | Titanes         | Coliseo Evangelista Mora        | 10 de junio | 20:00     | Win Sports, DPB TV |
| Cimarrones | 81 : 74   | Piratas         | Coliseo Departamental del Chocó | 11 de junio | 14:15     | Win Sports, DPB TV |
| Motilones  | 84 : 80   | Cafeteros       | Coliseo Toto Hernández          | 11 de junio | 19:10     | Win Sports, DPB TV |
| Búcaros    | 69 : 79   | Caribbean Storm | Coliseo Bicentenario            | 12 de junio | 14:35     | Win Sports, DPB TV |

| Jornada 2       | Jornada 2 | Jornada 2  | Jornada 2                    | Jornada 2   | Jornada 2 | Jornada 2          |
| Local           | Resultado | Visitante  | Coliseo                      | Fecha       | Hora      | Transmisión        |
| --------------- | --------- | ---------- | ---------------------------- | ----------- | --------- | ------------------ |
| Titanes         | 82 : 74   | Team Cali  | Coliseo Elías Chegwin        | 13 de junio | 19:35     | Win Sports, DPB TV |
| Cafeteros       | 81 : 76   | Motilones  | Coliseo Rubén Darío Quintero | 14 de junio | 20:20     | Win Sports, DPB TV |
| Piratas         | 67 : 59   | Cimarrones | Coliseo El Salitre           | 15 de junio | 19:00     | DPB TV             |
| Caribbean Storm | 84 : 32   | Búcaros    | Coliseo Ginny Bay            | 16 de junio | 18:30     | DPB TV             |

| Jornada 3 | Jornada 3 | Jornada 3  | Jornada 3                    | Jornada 3   | Jornada 3 | Jornada 3          |
| Local     | Resultado | Visitante  | Coliseo                      | Fecha       | Hora      | Transmisión        |
| --------- | --------- | ---------- | ---------------------------- | ----------- | --------- | ------------------ |
| Cafeteros | 84 : 72   | Motilones  | Coliseo Rubén Darío Quintero | 15 de junio | 21:05     | Win Sports, DPB TV |
| Piratas   | 94 : 86   | Cimarrones | Coliseo El Salitre           | 16 de junio | 20:35     | Win Sports, DPB TV |

### Semifinales
| Jornada 1       | Jornada 1 | Jornada 1 | Jornada 1          | Jornada 1   | Jornada 1 | Jornada 1          |
| Local           | Resultado | Visitante | Coliseo            | Fecha       | Hora      | Transmisión        |
| --------------- | --------- | --------- | ------------------ | ----------- | --------- | ------------------ |
| Piratas         | 86 : 92   | Cafeteros | Coliseo El Salitre | 19 de junio | 14:30     | Win Sports, DPB TV |
| Caribbean Storm | 79 : 63   | Titanes   | Coliseo Ginny Bay  | 19 de junio | 20:30     | Win Sports, DPB TV |

| Jornada 2 | Jornada 2 | Jornada 2       | Jornada 2                    | Jornada 2   | Jornada 2 | Jornada 2          |
| Local     | Resultado | Visitante       | Coliseo                      | Fecha       | Hora      | Transmisión        |
| --------- | --------- | --------------- | ---------------------------- | ----------- | --------- | ------------------ |
| Titanes   | 76 : 83   | Caribbean Storm | Coliseo Elías Chegwin        | 22 de junio | 17:30     | Win Sports, DPB TV |
| Cafeteros | 67 : 82   | Piratas         | Coliseo Rubén Darío Quintero | 22 de junio | 20:10     | Win Sports, DPB TV |

| Jornada 3 | Jornada 3 | Jornada 3 | Jornada 3                    | Jornada 3   | Jornada 3 | Jornada 3          |
| Local     | Resultado | Visitante | Coliseo                      | Fecha       | Hora      | Transmisión        |
| --------- | --------- | --------- | ---------------------------- | ----------- | --------- | ------------------ |
| Cafeteros | 65 : 64   | Piratas   | Coliseo Rubén Darío Quintero | 23 de junio | 20:05     | Win Sports, DPB TV |

### Final
| Jornada 1       | Jornada 1 | Jornada 1 | Jornada 1         | Jornada 1   | Jornada 1 | Jornada 1          |
| Local           | Resultado | Visitante | Coliseo           | Fecha       | Hora      | Transmisión        |
| --------------- | --------- | --------- | ----------------- | ----------- | --------- | ------------------ |
| Caribbean Storm | 65 : 61   | Cafeteros | Coliseo Ginny Bay | 26 de junio | 19:40     | Win Sports, DPB TV |

| Jornada 2       | Jornada 2 | Jornada 2 | Jornada 2         | Jornada 2   | Jornada 2 | Jornada 2          |
| Local           | Resultado | Visitante | Coliseo           | Fecha       | Hora      | Transmisión        |
| --------------- | --------- | --------- | ----------------- | ----------- | --------- | ------------------ |
| Caribbean Storm | 82 : 54   | Cafeteros | Coliseo Ginny Bay | 27 de junio | 19:40     | Win Sports, DPB TV |

| Jornada 3 | Jornada 3 | Jornada 3       | Jornada 3                    | Jornada 3   | Jornada 3 | Jornada 3          |
| Local     | Resultado | Visitante       | Coliseo                      | Fecha       | Hora      | Transmisión        |
| --------- | --------- | --------------- | ---------------------------- | ----------- | --------- | ------------------ |
| Cafeteros | 82 : 73   | Caribbean Storm | Coliseo Rubén Darío Quintero | 30 de junio | 20:05     | Win Sports, DPB TV |

| Jornada 4 | Jornada 4 | Jornada 4       | Jornada 4                    | Jornada 4  | Jornada 4 | Jornada 4          |
| Local     | Resultado | Visitante       | Coliseo                      | Fecha      | Hora      | Transmisión        |
| --------- | --------- | --------------- | ---------------------------- | ---------- | --------- | ------------------ |
| Cafeteros | 70 : 92   | Caribbean Storm | Coliseo Rubén Darío Quintero | 1 de julio | 19:15     | Win Sports, DPB TV |

|                                             |
|                                             |
| Campeón Caribbean Storm Islands 1.er título |